# Таллинский квартет саксофонистов
Таллинский квартет саксофонистов (эст. Tallinna Saksofonikvartett) — эстонский камерный ансамбль из четырёх саксофонов, базирующийся в Таллине. Основан в 1983 году, с 1985 года в состав ансамбля входят Олави Касемаа (сопрано-саксофон), Виллу Вески (альт-саксофон), Вальдур Нойман (тенор-саксофон) и Хендрик Нагла (баритон-саксофон). Исполняет академическую и, в меньшей степени, джазовую музыку.
Квартет гастролировал в России, Латвии, Швеции, Финляндии, Норвегии, Дании, Германии, Франции, Швейцарии, участвовал в ряде международных фестивалей, в том числе в 11-м (Валенсия, 1997) и 12-м (Монреаль, 2000) Всемирных конгрессах саксофонистов. За 25 лет существования коллектива для него написано 40 произведений 24 композиторов. Среди записей ансамбля — сочинения Лепо Сумеры, Эркки-Свена Тююра, Эйно Тамберга, Эско Ои, Тыну Кырвитса и др.